# Kościół św. Marii Magdaleny w Chorzowie
Kościół Świętej Marii Magdaleny w Chorzowie – rzymskokatolicki kościół parafialny w Chorzowie, w województwie śląskim. Należy do dekanatu Chorzów archidiecezji katowickiej. Mieści się przy ulicy Bożogrobców.

## Historia
Obecny kościół poprzedzało pięć wcześniejszych świątyń, które znajdowały się na polanie na wzgórzu o wysokości około 320 m n.p.m. w Chorzowie Starym. Po wybudowaniu świątyni filialnej na Dębie, proboszcz parafii w Chorzowie Starym, ksiądz Franciszek Kania podjął decyzję o rozebraniu świątyni pod wezwaniem św. Marii Magdaleny po stu latach jej istnienia. Na tym miejscu została wybudowana nowa świątynia, większa od wcześniejszych. Budowa nowej świątyni była prowadzona przez mistrza murarskiego Grundmanna z Bytomia według projektu architekta Josepha Ebersa, zatrudnionego przez Kurię Archidiecezjalną we Wrocławiu jako architekta diecezji. W sierpniu 1889 roku ksiądz proboszcz położył kamień węgielny pod nową świątynię. Podczas budowy nowej świątyni w latach 1889–1892 nabożeństwa odprawiane były w świątyni tymczasowej. Miejsce ołtarza głównego tej świątyni to dzisiaj kapliczka św. Jana Nepomucena na placu św. Jana. W dniu 19 grudnia 1892 roku ksiądz dziekan Michalski z Lipin jako pełnomocnik arcybiskupa wrocławskiego uroczyście poświęcił świątynię. Początkowo kościół nie miał zakrystii, dobudowano ją do ściany prezbiterium. W 1895 roku odbyła się konsekracja kościoła, której dokonał biskup Georg Kopp. Podczas I wojny światowej zabrano kościelne dzwony, pozostawiono jedynie sygnaturkę. W 1927 roku z okazji poświęcenia nowych organów w kościele zagrał Feliks Nowowiejski. Ściany kościoła zostały pokryte bogatą polichromią autorstwa Juliusza Makarewicza. W 1931 roku przebudowano ołtarz. W 1972 roku odmalowano kościół pod otrzymaniu odszkodowania za szkody górnicze od Kopalni Węgla Kamiennego Prezydent, nie zachowano wówczas oryginalnej polichromii Juliusza Makarewicza, przebudowano także ołtarz główny. W 1992 roku kościół został ponownie odmalowany.

## Architektura
Kościół posiada 75-metrową wieżę neogotycką w fasadzie wschodniej nad kruchtą. Jest zbudowany w stylu neogotyckim, ale wiele łuków znajdujących się jego elewacjach ma formę zbliżoną do łuków półokrągłych. Prezbiterium świątyni mieści się od strony zachodniej, natomiast wieża, będąca częścią fasady - od strony wschodniej. Korpus kościoła to pseudobazylikowa, halowa, konstrukcja o trzech nawach, rozbudowana o transept z ramionami zamkniętymi pięciobocznie. Rozbudowanemu tak bardzo prezbiterium towarzyszy prosty, krótki korpus. Składa się on z nawy głównej, dwukrotnie szerszej i nieco wyższej od naw bocznych, oraz wieży, która sprawia wrażenie wtopionej w nawę środkową. Wrażenie takie uzyskał architekt, który dobudował do naw bocznych, po stronie wieży klatkę schodową i kaplicę boczną, których bryły nie wyodrębniają się na zewnątrz. Nawy nakrywają sklepienia krzyżowo-żebrowe z łukami podsklepiennymi oparte na masywnych filarach. 

### Wyposażenie
W nastawie ołtarza głównego umieszczono kopię obrazu Matki Boskiej Piekarskiej oraz obraz autorstwa Juliusza Makarewicza przedstawiający św. Marię Magdalenę. Ponadto umieszczono w świątyni obrazy tegoż malarza przedstawiające św. Floriana oraz św. Izydora. 
Na emporze znajdują się organy firmy Klimosz-Dyrszlag, które 8 grudnia 1927 roku poświęcił biskup Arkadiusz Lisiecki.
Na wieży znajdują się trzy dzwony: św. Maria Magdalena, św. Franciszek i św. Barbara, które 4 listopada 1976 roku konsekrował biskup Herbert Bednorz.

## Galeria

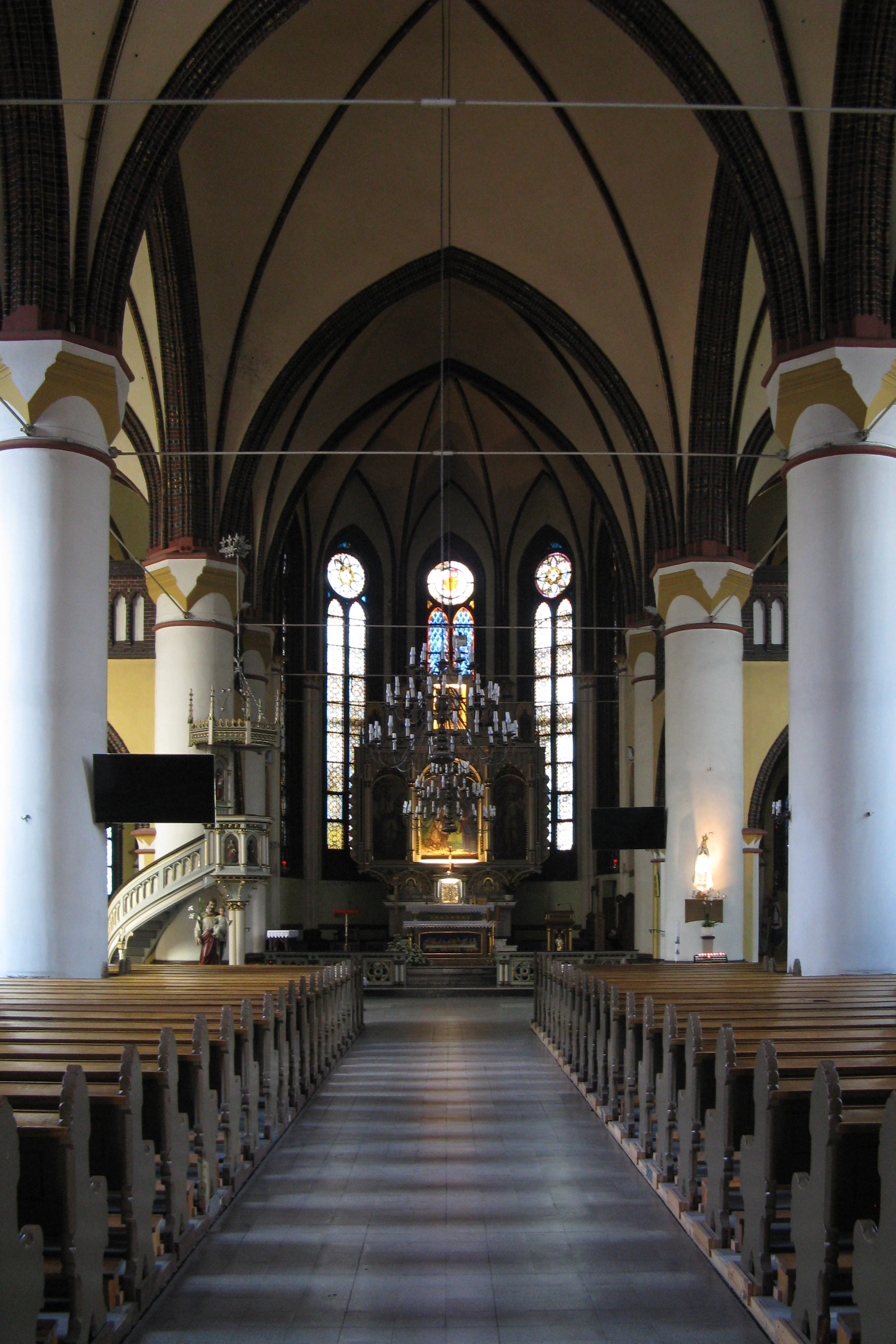
Wnętrze kościoła, nawa główna (2018)
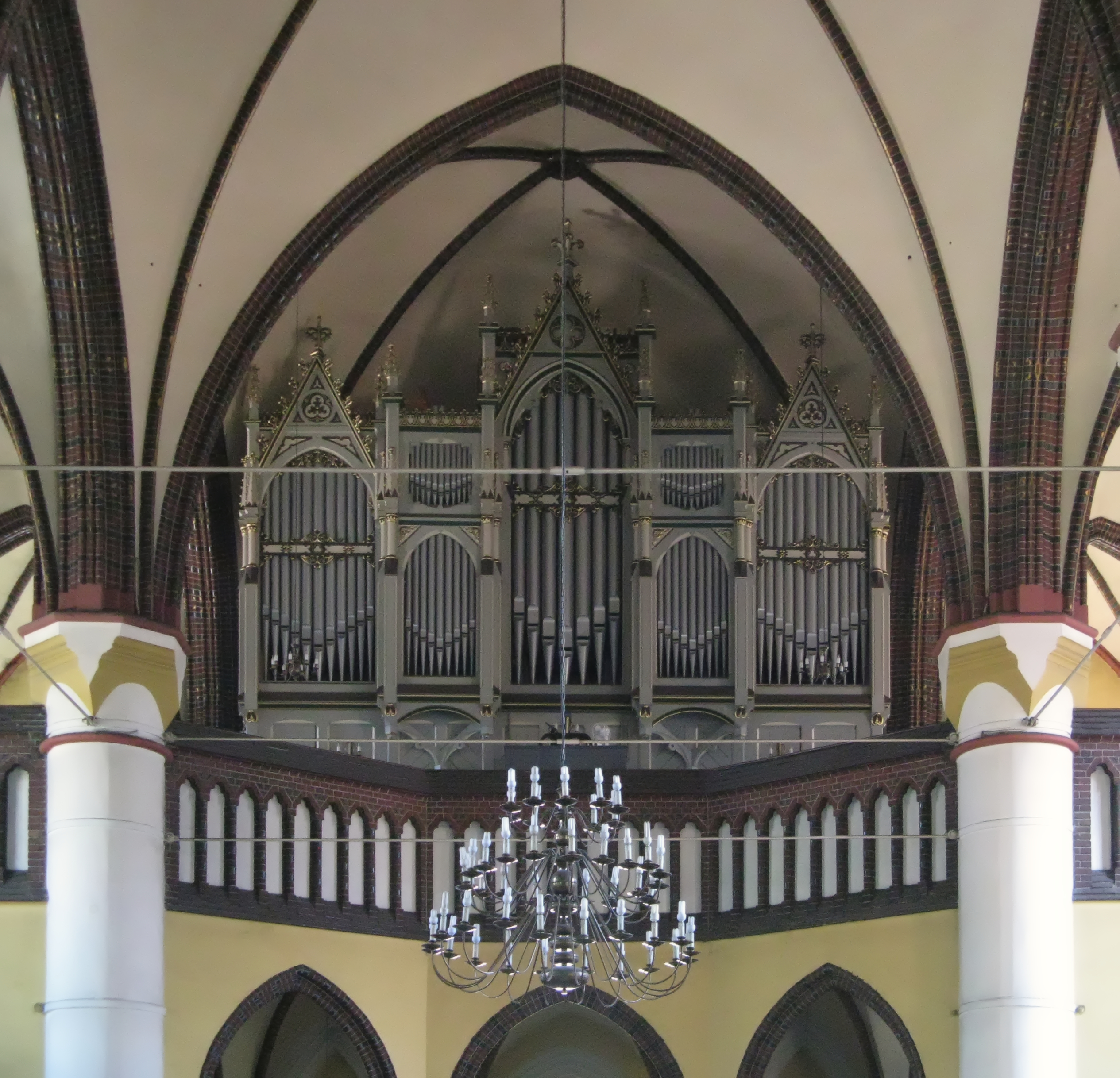
Empora i prospekt organowy (2018)
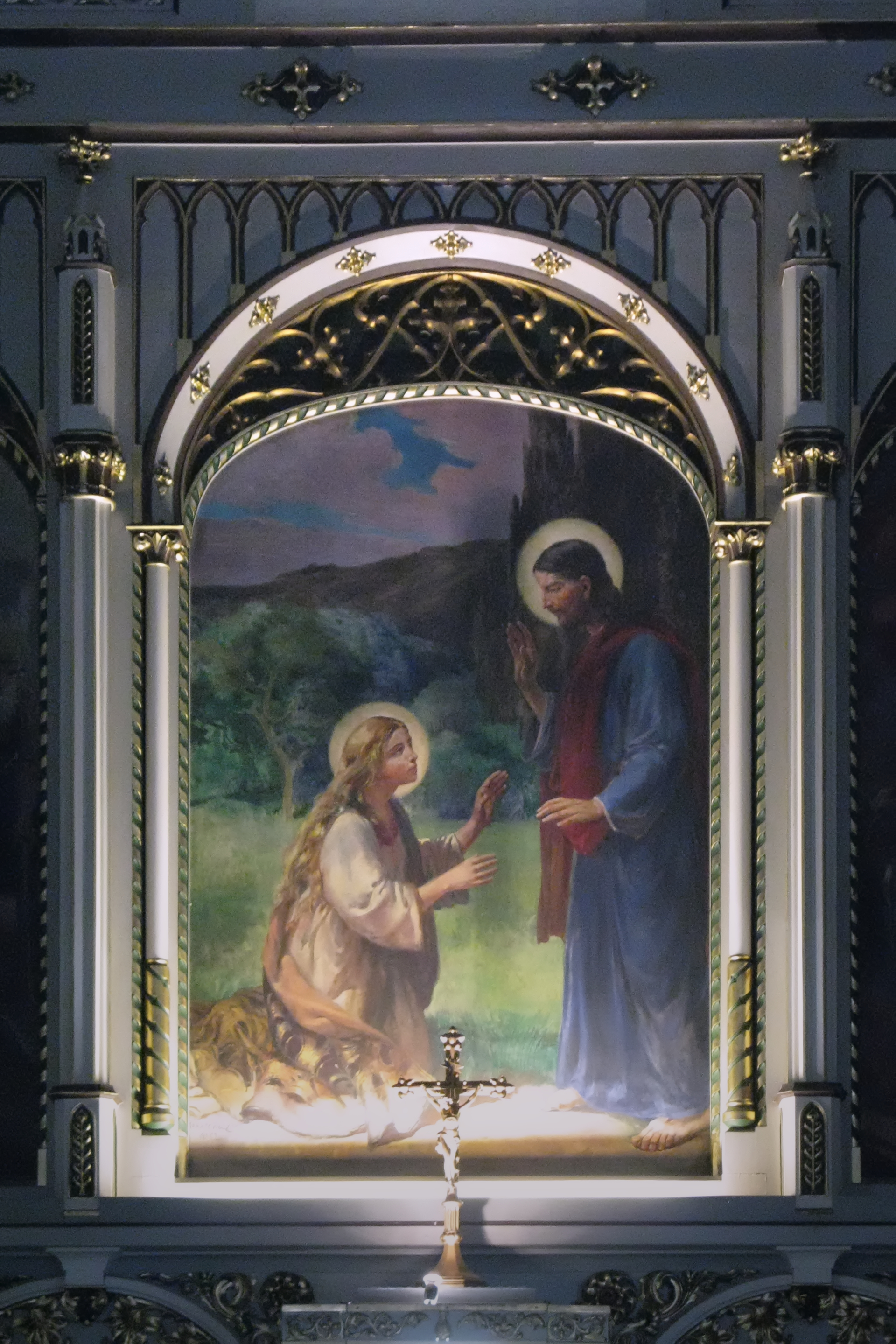
Obraz autorstwa Juliusza Makarewicza przedstawiający św. Marię Magdalenę w ołtarzu głównym
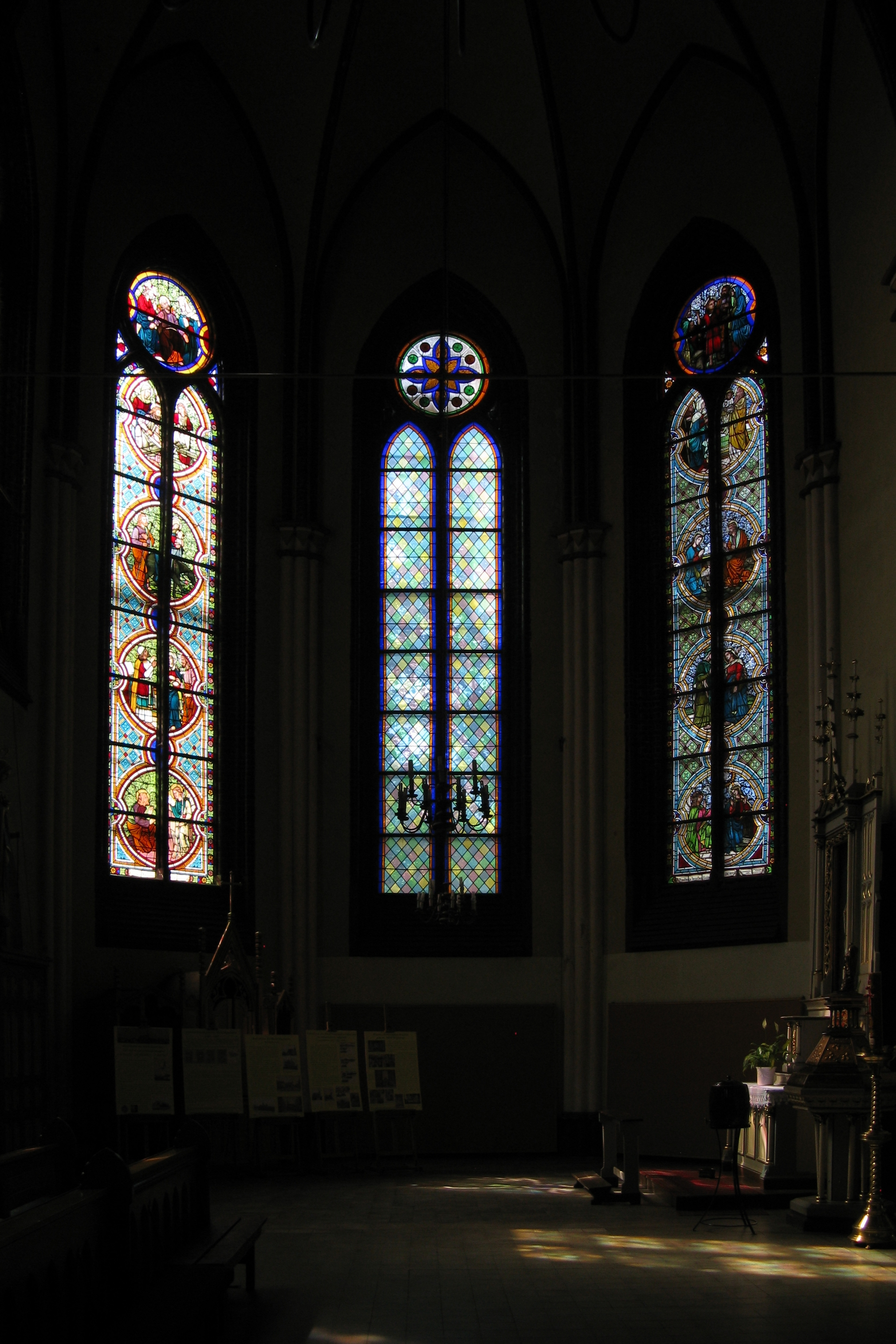
Witraże w zakończeniu ramienia transeptu
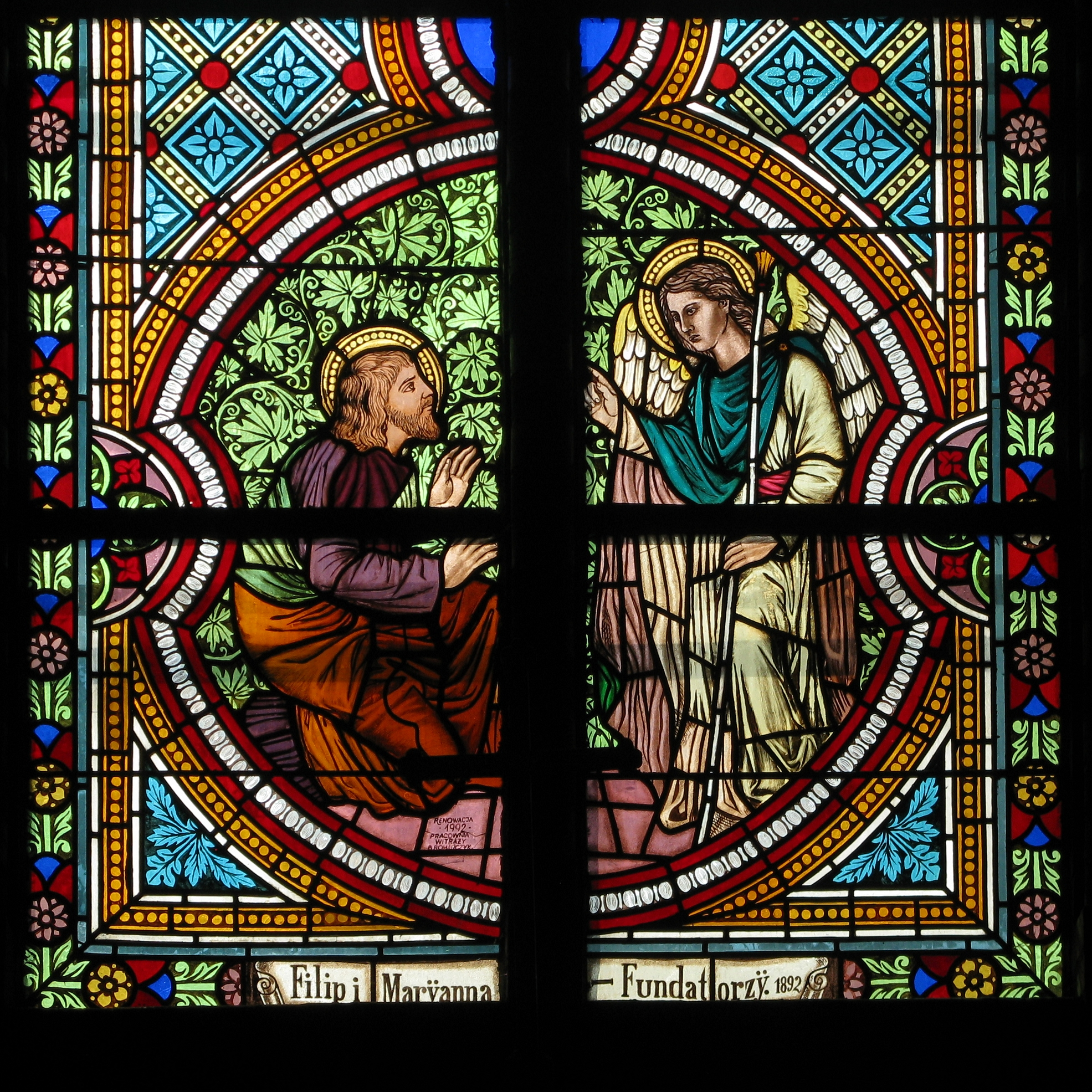
Fragment witraża z datą „1892”
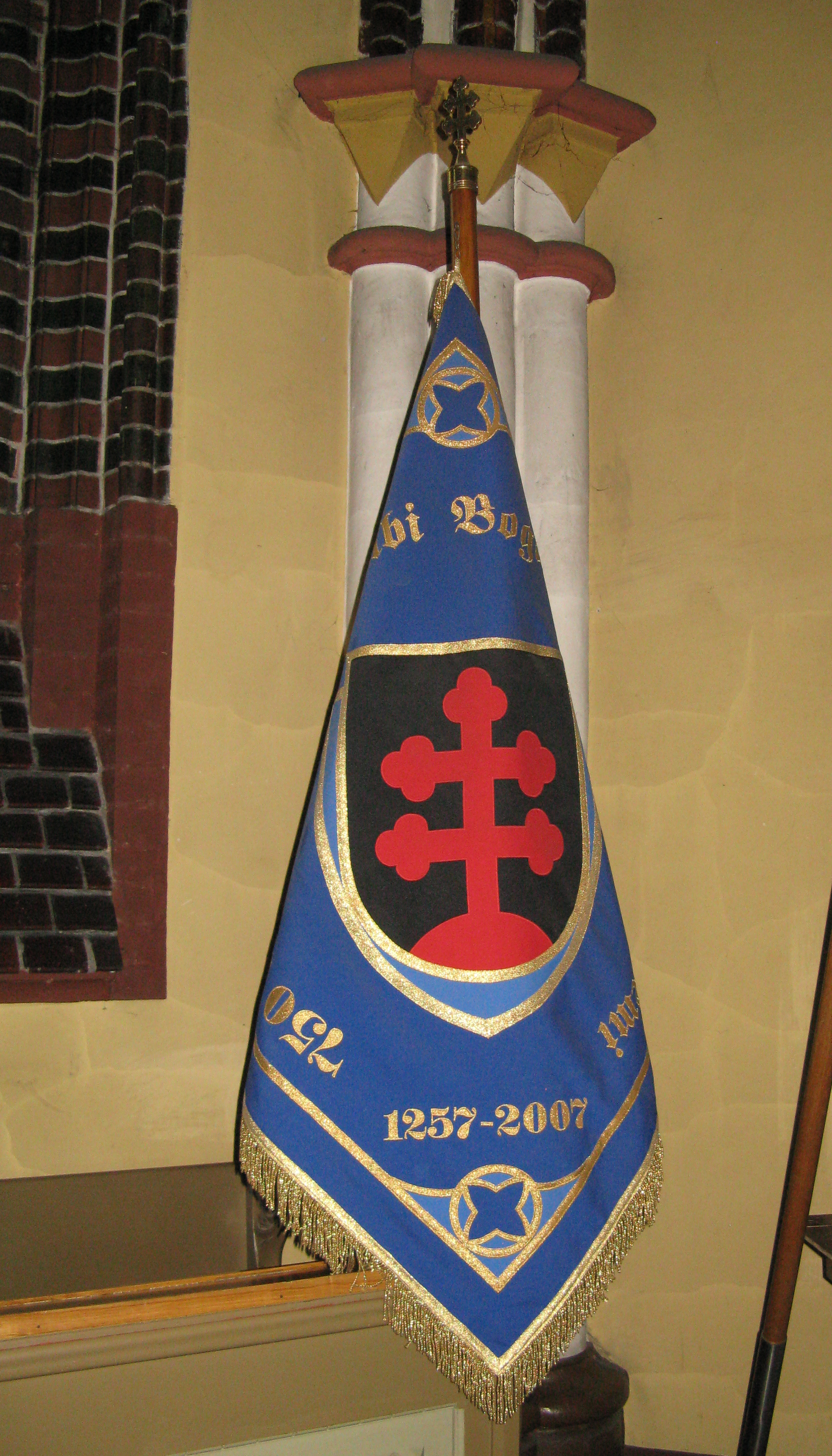
Chorągiew upamiętniająca 750-lecie lokacji Chorzowa z godłem zakonu bożogrobców (krzyż lotaryński) w kościele
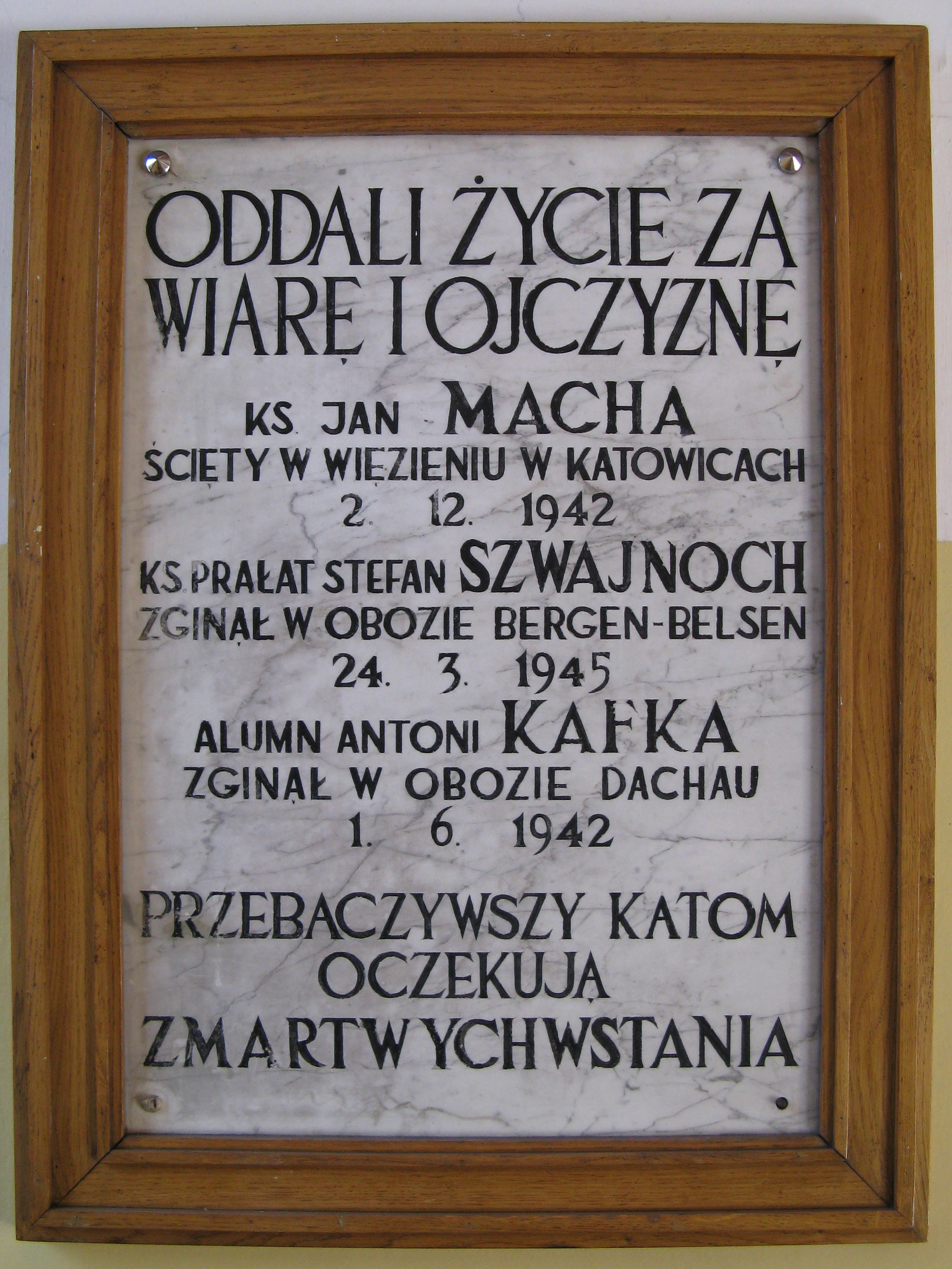
Jedna z tablic pamiątkowych wewnątrz kościoła